# 胸苷激酶
胸苷激酶（英語：thymidine kinase）是一种磷酸转移酶（激酶）：2’-脱氧胸苷激酶，三磷酸腺苷-胸苷 5’-磷酸转移酶，EC 2.7.1.21存在于大部分活体细胞中。它以两种同工酶的形式存在于哺乳动物细胞中，TK1和TK2。某些病毒同样含有病毒性胸苷激酶表达的遗传信息。
胸苷激酶催化以下反应：
•Thd + ATP → TMP + ADP
Thd是脱氧胸苷，ATP是5’-三磷酸-腺苷，TMP是5’-一磷酸-脱氧胸苷，ADP是5’-二磷酸-腺苷。
胸苷激酶的主要作用体现在细胞分裂过程中的DNA合成期，是介导脱氧胸苷进入DNA合成的旁路途经的一部分。脱氧胸苷存在于体液中，是食物细胞或机体细胞死亡后，DNA凋亡退化的产物。很多抗病毒药物的反应都需要胸苷激酶的参与。
胸苷激酶可用于在生产单克隆抗体过程中，筛选杂交瘤细胞。临床医学中，胸苷激酶作为一种细胞增殖标志物，用于恶性肿瘤的辅助诊断，治疗监控和跟踪随访。最近也有研究报道提出，胸苷激酶在早期癌症预防中的应用价值。

## 历史
胸苷参与DNA合成的途经是在1950年前后发现的，后来进一步明确，这一途经始于胸苷的磷酸化；在1960年左右，参与此过程的激酶（胸苷激酶）被首次纯化出来并进行了鉴定。

## 分类
目前已得到鉴别的胸苷激酶可分为两大类：
一类存在于疱疹病毒与细胞胸苷激酶类似；
一类广泛存在于脊椎动物，细菌，T4噬菌体，痘病毒，非洲猪瘟病毒（ASFV）和鱼淋巴囊肿病毒（FLDV）。昆虫虹彩病毒衣壳蛋白也属于此类。
目前只确认了细胞胸苷激酶的蛋白位点模型。

## 生化特点
高等生物胸苷激酶以两种同工酶形式存在，TK1和TK2，具有很大的化学差异性。
前一种最初在胎儿组织中发现，后一种大量存在于成人组织，所以最初，被分别命名为胎儿胸苷激酶和成人胸苷激酶。不久之后发现，TK1仅于细胞分裂初期（与细胞周期相关）存在于细胞质中，而TK2定位于线粒体中，与细胞周期无关。
1970年代中期定位了两种酶的基因，TK1基因的克隆和测序完成，其所对应蛋白的分子量为25kD；通常以二聚体的形式出现在组织中，能够被ATP激活；激活后，转化为四聚体。重组后的TK1无法被激活也无法转化为四聚体，表明这种存在于细胞中的激酶在合成后性状已经发生了改变。
细胞中TK1的合成发生在细胞分裂周期的S期。细胞分裂完成后，TK1在细胞内部降解，因此在正常细胞分裂中，TK1一般不会进入体液。细胞中胸苷激酶的反馈调节作用机理：三磷酸胸苷（TTP：胸苷磷酸化后的终产物）扮演着胸苷激酶抑制剂的角色。这一机制确保了核酸合成所需的TTP量维持在平衡状态，而不会出现过饱和。5'-氨基胸苷是一种无毒性的胸苷类似物，能够干扰这一调控机理，因此，胸苷类似物作为一种细胞毒性物质被应用于很多抗肿瘤药物。
一些病毒的特殊胸苷激酶基因也已经得到了鉴别，如单纯疱疹病毒，水痘带状疱疹病毒和EB病毒（一种疱疹病毒）。

## 生理学背景
胸苷激酶催化反应的产物——一磷酸脱氧胸苷，会继续被胸苷酸激酶催化生成二磷酸脱氧胸苷，之后再被二磷酸核苷激酶催化生成三磷酸脱氧胸苷。在互补DNA和DNA聚合酶的催化作用下（或是逆转录过程中，在RNA和逆转录酶的作用下），三磷酸脱氧胸苷进入了DNA分子。
一磷酸脱氧胸苷可由两种不同的反应得到——一种是前文所述的脱氧胸苷磷酸化反应得到；还有一种是在不动用胸苷的情况下，通过胸苷酸磷酸酶催化其他代谢途径产生的脱氧尿苷甲基化反应得到。细胞在正常情况下（非细胞分裂状态）采用第二种途径为DNA修复提供充足的一磷酸脱氧胸苷。但当细胞准备分裂时，需要构建一组全新的DNA，对组成DNA的材料，如三磷酸脱氧胸苷的需求也增加了。在准备细胞分裂的过程中，一些细胞分裂所必需的酶开始产生。
这些酶平时不存在于细胞中，当细胞分裂完成后，在调控下浓度降低，最终降解。这一类酶被称为补救酶。胸苷激酶1（TK1）就是一种补救酶，但胸苷激酶2（TK2）却与细胞周期不相关。

## 用途

### 鉴别处于分裂期的细胞
胸苷激酶在生化研究中的第一种直接应用是联合放射性标记的胸苷和后继用来测定放射活性的放射自显影技术来鉴别处于分裂期的细胞。为了达到此目的，氚化的胸苷需保存在培养基中。尽管技术上存在缺陷，该技术仍被用来测定恶性肿瘤细胞的增殖比例和研究免疫过程中淋巴细胞的活性。

### PET 扫描活体肿瘤
3’-脱氧-3’-[氟18]氟化胸苷是一种胸苷类似物。它由胸苷激酶1调控，被迅速增殖的肿瘤组织优先摄取。同位素氟18是一种在正电子发射型断层显像技术（PET）中常用的正电子发射体。这种标记物和另一常用的标记物2-[氟18]氟基-2-脱氧-D-葡萄糖相比，在对增殖状态的活体肿瘤的PET成像方面更有优势。

### 筛选杂交瘤细胞
杂交瘤细胞是肿瘤细胞（具有无限分裂能力）和B淋巴细胞融合后获得的。杂交瘤细胞能够持续、大量地产生具有专属特异性的免疫球蛋白（单克隆抗体）。但问题是如何在细胞融合后，从大量的多余的未融合细胞中，挑选出杂交瘤细胞。
一种解决该问题的方法就是使用胸苷激酶阴性（TK-）的肿瘤细胞系进行融合。在增殖的肿瘤细胞系中加入胸苷类似物，将杀死胸苷激酶阳性（TK+）细胞，如此就得到了胸苷激酶阴性细胞。然后，这些阴性细胞用来与胸苷激酶阳性的（TK+）B淋巴细胞进行融合。融合之后，细胞需在添加了氨甲蝶呤或氨基蝶呤的培养基中培养，以防止二氢叶酸还原酶阻碍一磷酸胸苷的重新合成。培养基一般选用HAT培养基（含有次黄嘌呤，氨基蝶呤，胸腺嘧啶脱氧核苷）。 胸苷激酶阴性细胞系中的未融合细胞将由于一磷酸胸苷的断供而死亡。而未融合淋巴细胞的死亡则是由于它们不是“不朽”的（不具备肿瘤细胞的无限分裂能力）。只有杂交瘤细胞由于同时继承了肿瘤细胞系的“不朽”和B淋巴细胞的胸苷激酶得以幸存。这样，可以用于生产所需抗体的杂交瘤细胞就筛选出来了，在培养后用于生产单克隆抗体。
不过，采用相同原理，也可以通过筛选另一种次黄嘌呤-鸟嘌呤磷酸核糖转移酶（HGPRT）细胞系来达到筛选杂交瘤细胞的目的从而替代胸苷激酶，该酶在补救合成途经中调控鸟嘌呤核苷酸合成所必须的次黄嘌呤的合成。

### 应用案例

#### 临床应用
胸苷激酶是一种补救酶，仅在细胞分裂前出现。由于细胞具有特殊的调控机制能够降解细胞分裂后不再需要的酶和蛋白，所以在正常的细胞分裂后，胸苷激酶不会从细胞释放。因此一般条件下，血清或血浆中的胸苷激酶含量很低。肿瘤细胞释放胸苷激酶进入循环系统，可能是与已经死亡或即将死亡的肿瘤细胞的瓦解有关。因此，血清胸苷激酶水平能够用来评估肿瘤的增殖程度，并可以此来直接评估肿瘤的攻击力。有一个令人关注的情况，存在于循环系统中的胸苷激酶与基因编码的酶并不一致：基因编码的酶分子量为25kD。二聚体分子量为50kD，被ATP激活转化为四聚体后，分子量为100kD。而循环系统中具有活性的酶的分子量为730kD，很有可能是与其他蛋白绑定形成了复合物。
目前胸苷激酶检测在临床应用中的价值主要体现在以下几点：
1、评估放化疗效果：由于胸苷激酶水平与肿瘤细胞恶性增殖程度具有相关性，治疗前后的胸苷激酶水平变化情况能为治疗评估提供辅助参考；
2、评估手术效果：通过比较肿瘤患者手术前后肿瘤细胞的增殖情况，为手术效果评价提供参考；
3、评估肿瘤复发风险：对肿瘤患者手术及治疗恢复期的残留肿瘤细胞的增殖状态进行动态评估，较影像学更早发现复发转移风险。
不同肿瘤类别的胸苷激酶应用案例：
1、血液学恶性肿瘤中胸苷激酶的增长具有规律性。例如，胸苷激酶1（TK1）用于监控非霍奇金淋巴瘤。这种肿瘤的攻击性差别很大，有些属于慢速增殖，很难觉察难以及时治疗；还有一些属于快速增殖，具有高攻击性需要紧急治疗。这些差异可以在血清胸苷激酶的水平高低上得以体现，与正常水平相近的对应慢速增殖肿瘤，具有很高水平的对应快速增殖肿瘤。淋巴瘤患者血清TK1水平升高，可能预示着肿瘤具有高活性和高攻击性，因此通过监测血清TK1水平的变化，适合于肿瘤的治疗评估。
该模型也使用于其他类型血液恶性肿瘤中（白血病，浆细胞骨髓瘤，骨髓增生异常综合症）。需要关注的是在骨髓增生异常综合症中：有一部分病例会迅速转变为进行白血病，但是还有一些在很长一段时间内进展缓慢。那如果能够鉴别出是否有进展为白血病的趋势将对治疗非常重要。
2、实体肿瘤中胸苷激酶的升高往往也与肿瘤恶性增殖程度，治疗效果，复发情况具有相关性。有报告指出在前列腺癌症中，胸苷激酶能够如同PSA（前列腺特异抗原，目前前列腺癌中使用最频繁的肿瘤标志物）一样提供辅助参考。PSA提示肿瘤大小，而TK提示肿瘤增殖速度。对于其他实体肿瘤，如小细胞肺癌，乳腺癌，胃癌，肾癌，膀胱癌等都有应用价值。
非恶性肿瘤而造成血清胸苷激酶升高的原因有维生素B12缺乏引起的恶性贫血，病毒感染（部分由于疱疹病毒）或正处于创伤、手术恢复期。

#### 恶性增殖风险评估
由于胸苷激酶1与细胞增殖的相关性，近些年来，有关于胸苷激酶1对于进展期癌前病变的检测意义，及在癌症预防体检中的应用价值的探讨。
有研究指出胸苷激酶1水平高低与不同年龄结构，及所处不同生活、工作环境的肿瘤发生风险具有相关性，在进行长期跟踪后，TK1水平的持续升高与所患癌前病变的恶性进程具有相关性，在早期恶性肿瘤病变预防中能够发挥一定作用。

### 治疗
有些药物专门针对分裂期细胞有效。一般被用来治疗肿瘤和病毒性疾病（同时作用于逆转录病毒和其他病毒），这是由于病变细胞比正常细胞复制更快更频繁，同时也会杀死一些复制迅速地非恶性肿瘤细胞。
有不同种类的药物可以控制细胞分裂过快，能够直接作用于胸苷代谢也因此与胸苷激酶有关联：
胸苷类似物作为DNA链终止物进入DNA链复制，但是由于结构已经改变所以抑制了DNA链的延长。作为胸苷类似物，更容易磷酸化生成5’-一磷酸复合物。一磷酸复合物进一步磷酸化生成三磷酸复合物参与到DNA链的复制。但类似物结构有所变化，一般不具有DNA链复制所必须的3’端羟基。如：叠氮胸苷（AZT；ATC：J05AF01）的3’端羟基被叠氮基替代；双脱氧胸苷（ATC：J05AF04）能够竞争性抑制胸苷。AZT在一种检测血清胸苷激酶的方法中被用做底物。这意味着AZT会干扰这一步骤或是作为一种抑制剂： AZT是针对HIV（艾滋病病毒）感染的HAART（Highly Active Antiretroviral Therapy 高活性抗逆转录病毒疗法）疗法的组分之一。AIDS的最终结果一般是淋巴癌，而胸苷激酶检测的一项最重要的诊断应用就是监控淋巴癌。

## 酶底物类似物的化学结构
其他胸苷类似物，如碘苷（ATC：J05AB02）能够在随后的复制循环中阻碍基础配对，最终导致DNA合成链缺陷。此物质结合化疗能够达到促使恶性肿瘤细胞凋亡的目的。
一些抗病毒药物，如阿昔洛韦（ATC：J05AB01）和更昔洛韦（ATC：J05AB06）与其他一些研究成功的核酸类似物一样，则是利用了对病毒胸苷激酶而非对人胸苷激酶的专属特异性。这些药物机理如同前体药物，本身不具有毒性，但是被病毒胸苷激酶磷酸化后，会转变为细胞毒性药物。感染了病毒的细胞由于产生出高细胞毒性的三磷酸核苷最终导致细胞的凋亡。而相反的，人胸苷激酶由于其专属特异性，不会磷酸化而激活前体药物。因此，只有感染了病毒的细胞对药物敏感。这些药物仅对具有特异的疱疹病毒类胸苷激酶的病毒有效。
自1979年12月，WHO宣布天花病毒已经根除之后，牛痘接种项目也已经终止了。该病毒如果由于意外事故或被作为生化武器重新出现，将会在毫无防备的人群中爆发性传播而难以控制。接种牛痘似乎是不道德的，因为唯一对天花有效的疫苗本身就含有用于刺激机体产生免疫效果反应的活性牛痘病毒。但出于安全问题考虑，有大量的疫苗需要长期储备，其中以高效的抗天花药物最为优先。一种可能的方式是利用痘病毒胸苷激酶的特异性来达到目的，作用机理与抗疱疹病毒类药物类似。有一个难点是痘病毒胸苷激酶与人胸苷激酶属于同一家族谱系，化学结构相似。目前痘病毒的结构已经探明并正在寻找潜在的抗病毒药物。但有效的抗痘病毒药物研究尚无结果。
疱疹病毒胸苷激酶基因也当做“自杀基因”作为基因治疗实验中的安全系统，诱导细胞表达该基因后被更昔洛韦杀死。此种方法适用于通过重组基因诱发突变而最终导致的细胞增殖失控（诱导突变）。这些突变细胞产生的胸苷激酶扩散入周围细胞中，会导致周围细胞同样对更昔洛韦敏感，该现象称为“旁观者效应”。此方法已用于动物体的肿瘤治疗，有10%的恶性肿瘤细胞表达该基因并会被有效杀死。利用一些肿瘤所特有的物质（肿瘤标志物）也能实现类似的胸苷激酶应用。这些肿瘤标志物，如CEA（癌胚抗原）和AFP（甲胎蛋白）。将这些肿瘤标志物的基因作为胸苷激酶的启动基因。胸苷激酶将在表达肿瘤标志物基因的细胞中被激活，在正常细胞中则不会，因此使用更昔洛韦治疗只会杀死肿瘤细胞。尽管如此，这些基因治疗方法仍在实验阶段，一些与基因转移相关的问题，还未完全解决。
一种含硼元素的胸苷类似物已经被建议并用于BNCT法（硼-中子交互放射疗法）治疗脑部肿瘤的动物实验。

## 检测方法

### 血清学
血清胸苷激酶检测主要是检测胸苷激酶1（TK1），检测方法目前主要有两类，一种是酶活性测定法；一种是酶浓度测定法。
使用酶活性测定法，一般通过将血清样本和底物类似物共同培养来实现。最初的商业可行性技术是使用碘代脱氧尿苷，即使用放射性碘替代了胸苷的一个甲基。该底物能够被酶很好的识别。一磷酸化的碘代脱氧尿苷被添加在培养基中的氧化铝所吸附。在倾倒和洗脱后，氧化铝的放射性可换算出样本中胸苷激酶的量。应用此原理的商业试剂盒由贝克曼公司和索灵公司提供。
此外索灵公司还研究出一种非放射性分析方法。在该技术中3’-叠氮-2’，3’-脱氧胸苷（AZT：叠氮胸苷）首先被样本中的TK1磷酸化生成5’-一磷酸-AZT（AZTMP：叠氮胸苷一磷酸）。AZTMP通过免疫学方法测定，使用抗-AZTMP抗体为AZTMP标记上过氧化物。测定需在索灵公司提供的封闭式实验工作系统内进行。
另一种新研发的技术是使用胸苷类似物——溴化尿苷，作为酶底物。反应产物（在微量滴定板中）吸附在滴定板各孔的底部。再通过ELISA方法测定：在各孔中加入抗溴化尿苷的单克隆抗体溶液。单克隆抗体上结合有碱性磷酸酶。洗脱掉过量的结合有碱性磷酸酶的抗体，加入含有碱性磷酸酶底物——4-硝基苯酚的溶液。反应产物4-硝基酚在磷酸pH环境中是黄色能够通过光度法测定。此种分析方法能够进行更加灵敏的检测。商业试剂盒由Biovica公司提供。
使用酶浓度测定法，一般对抗TK1抗体的灵敏度要求很高，之前很长一段时间内没有突破。20世纪末至21世纪初，瑞典karolinska医学院利用鸟类特异性IgY抗体，开发出一种新型多克隆抗体——抗人TK1-IgY抗体，并申请了国际专利，此抗体具有很高的灵敏度和特异性，能够识别人血清中低浓度TK1。此抗体在结合化学发光检测技术后，进一步提高了检测灵敏度。商用试剂盒由SSTK公司（中国，深圳）提供。

### 组织学
从组织提取物样本中能够检测到胸苷激酶。但尚没有标准的组织提取或分析方法，组织和细胞提取物中的TK检测与实际临床问题的相关性也未得到证实。见Romain等和Arnér等。有一种方法使用5’-溴-2’-脱氧尿苷作为底物类似物特异性检测细胞提取物中的TK2。但在使用此方法的其他研究中，报告的结果差异很大方法可行性不佳。
处于发展阶段的胎儿组织的TK1水平比之后要高。
某些非恶性肿瘤细胞和组织中的TK1水平也会出现明显升高：如存在单核细胞增多症时的周围淋巴细胞，和存在恶性贫血是的骨髓细胞。
由于TK1存在于处于分裂期的细胞中，因此有理由认为恶性肿瘤组织中的TK活性应比正常组织中的要高。这已在大部分的研究中得到证实。肿瘤组织中TK活性比一般组织要高，如脑瘤，血液系统恶性肿瘤，结肠癌和结肠息肉，乳腺癌，肺癌，胃癌，卵巢癌，间皮瘤，黑色素瘤，和甲状腺肿瘤。
对于白血病和乳腺癌，治疗对细胞增殖速率的影响与对TK值的影响是由相关性的。

### 免疫组织化学染色
抗胸苷激酶抗体可以用于免疫组化检测。胸苷激酶染色就是一种可靠的用于鉴别2期乳腺癌患者的技术。胸苷激酶和Ki-67染色技术的联合使用已经使相当多的患者得到了诊断。
该技术对肺癌，结直肠癌，非小细胞肺癌和肾癌具有同样价值。

## 标签
胸苷激酶1；疱疹病毒胸苷激酶；胸苷酸激酶；二磷酸核苷激酶；胸苷酸合成酶

## 外部連結
- 醫學主題詞表（MeSH）：Thymidine+kinase